# Carl Johann Conrad Wyneken
Carl Johann Conrad Wyneken (* 11. Juni 1763 in Spieka; † 22. April 1825 in Hannover) war ein deutscher evangelisch-lutherischer Pastor und Superintendent für Lauenburg mit Sitz in Ratzeburg von 1802 bis 1817, zuletzt Hof- und Schlossprediger sowie Konsistorialrat in Hannover.

## Beruflicher Werdegang
Wyneken, ein Sohn des Predigers Moritz Wyneken, studierte ab 1781 Evangelische Theologie an der Universität Göttingen. Er begann seine berufliche Laufbahn 1794 als „Hofcapellan“, d. h. zweiter Prediger an der Neustädter Hof- und Stadtkirche St. Johannis in Hannover.
1798 wurde er Pastor und Superintendent in Lüne, 1802 ging er nach Ratzeburg, wo er zum Konsistorial-Assessor sowie zum Superintendenten und Pastor an der Stadtkirche St. Petri berufen worden war. Wynekens Amtszeit in Ratzeburg ist vor allem durch die Beschwernisse der Napoleonischen Kriege bestimmt, auf die er auch in seinem Schriftwechsel Bezug nimmt.
Unter Superintendent Wyneken wurde 1816 die Gründung der Lauenburg-Ratzeburgischen Bibelgesellschaft beschlossen, die jedoch erst ein Jahr nach seinem Weggang offiziell ins Leben trat.
Nachdem das Herzogtum Lauenburg als Folge des Wiener Kongresses 1815 Teil des Dänischen Gesamtstaats wurde, ging Wyneken 1817 als Pastor primarius und Propst nach Uelzen. 1819 wurde er auf die Stelle des zweiten Hof- und Schlosspredigers an der Hofkirche im Leineschloss in Hannover berufen und übernahm gleichzeitig das Amt eines Konsistorialrats.

## Auszeichnungen
- Ehrendoktor der Theologischen Fakultät der Universität Göttingen 1817 (zum Reformationsjubiläum)[3]
- Guelphen-Orden, Ritter